# 島根郡
- 令制国一覧 > 山陰道 > 出雲国 > 島根郡
- 日本 > 中国地方 > 島根県 > 島根郡

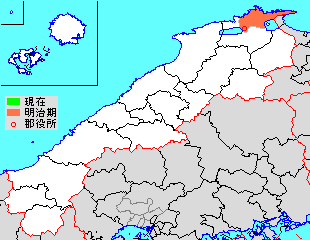
島根県島根郡の位置

島根郡（しまねぐん）は島根県（出雲国）にあった郡。

## 郡域
1879年（明治12年）に行政区画として発足した当時の郡域は、松江市の一部（大根島・江島を除く大橋川以北かつ浜佐田町、薦津町、下佐陀町、上佐陀町、鹿島町名分、鹿島町御津以東）にあたる。

## 歴史

### 古代
律令制の施行により制定されたと考えられる。『出雲国風土記』では、国引き神話の八束水臣津野命（やつかみずおみつの）が発した言葉による命名としている。

#### 郷里
天平5年（733年）2月30日に成立したとされる『出雲国風土記』には以下の郷の記載がある。
- 朝酌郷 - 松江市朝酌町、福富町、大井町、大海崎町、西尾町辺り。
- 山口郷 - 松江市上東川津町、下東川津町、西川津町、川原町辺り。
- 手染郷 - 松江市手角町、長海町、野原町、本庄町、新庄町、上宇部尾町、美保関町下宇部尾辺り。
- 美保郷 - 松江市美保関町美保関、福浦、雲津、諸喰、森山辺り。
- 方結郷 - 松江市美保関町片江、七類、菅浦、北浦辺り。
- 加賀郷 - 松江市島根町加賀、大芦、鹿島町御津辺り。
- 生馬郷 - 松江市東生馬町、西生馬町、薦津町、浜佐田町、上佐陀町、下佐陀町辺り。
- 法吉郷 - 松江市法吉町、春日町、末次町、中原町、奥谷町、菅田町辺り。
- 餘戸里 - 松江市鹿島町北講武、南講武辺り。
- 千酌驛家 - 松江市美保関町千酌辺り。

#### 式内社
『延喜式』神名帳に記される郡内の式内社。
| 神名帳               | 神名帳           | 神名帳 | 神名帳         | 比定社                          | 比定社                       | 比定社 | 集成 |
| 社名                 | 読み             | 格     | 付記           | 社名                            | 所在地                       | 備考   | 集成 |
| -------------------- | ---------------- | ------ | -------------- | ------------------------------- | ---------------------------- | ------ | ---- |
| 島根郡 14座（並小）  |                  |        |                |                                 |                              |        |      |
| 布自伎美神社         | フシキミノ       | 小     |                | 布自伎美神社                    | 島根県松江市上東川津町1      |        |      |
| 多気神社             | タケノ           | 小     |                | 多気神社                        | 島根県松江市上宇部尾町32     |        |      |
| 久良弥神社           | クラミノ         | 小     |                | 久良弥神社                      | 島根県松江市新庄町           |        |      |
| 同社坐波夜都武自神社 | -ハヤツムシノ    | 小     |                | 合祀：久良弥神社                | 同上                         |        |      |
| 河上神社             | カハカミノ       | 小     |                | 川上神社                        | 島根県松江市上本庄町921      |        |      |
| 長見神社             | ナカミノ         | 小     |                | 長見神社                        | 島根県松江市長海町59         |        |      |
| 門江神社             | カドエノ         | 小     |                | 合祀：布自伎美神社              | 島根県松江市上東川津町1      |        |      |
| 横田神社             | ヨコタノ         | 小     |                | （論）横田神社                  | 島根県松江市美保関町森山277  |        |      |
| 横田神社             | ヨコタノ         | 小     | （論）横田神社 | 島根県松江市美保関町下宇部尾338 |                              |        |      |
| 加賀神社             | カカノ           | 小     |                | 加賀神社                        | 島根県松江市島根町加賀       |        |      |
| 尓佐神社             | ニサノ           | 小     |                | 尓佐神社                        | 島根県松江市美保関町千酌1061 |        |      |
| 尓佐能加志能為神社   | ニサノカシノヰノ | 小     |                | 尓佐能加志能爲神社              | 島根県松江市島根町野井155    |        |      |
| 法吉神社             | ホホキノ         | 小     |                | 法吉神社                        | 島根県松江市法吉町582        |        |      |
| 生馬神社             | イクマノ         | 小     |                | 生馬神社                        | 島根県松江市東生馬町235      |        |      |
| 美保神社             | ミホノ           | 小     |                | 美保神社                        | 島根県松江市美保関町608      |        |      |
| 凡例を表示           |                  |        |                |                                 |                              |        |      |

### 近世以降の沿革

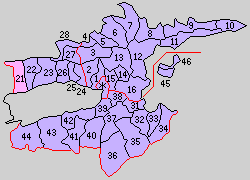
1.法吉村 2.生馬村 3.講武村 4.御津村 5.大芦村 6.加賀村 7.野波村 8.千酌村 9.片江村 10.美保関村 11.森山村 12.本庄村 13.持田村 14.東川津村 15.西川津村 16.朝酌村（紫：松江市 ＊：発足時の松江市 21 - 28は秋鹿郡 31 - 46は意宇郡）

- 明治初年時点で、全域が出雲松江藩領であった。「旧高旧領取調帳データベース」に記載されている明治初年時点での村は以下の通り[注釈 2]。（2町42村15浦）

国屋村、浜佐田村、薦津村、法吉村、末次村、松江城下町［一部］、春日村、黒田村、奥谷村、菅田村、千酌浦、笠浦、朝酌村、福富村、大井村、上宇部尾村、大海崎村、川原村、福原村、坂本村、新庄村、西持田村、東持田村、北講武村、南講武村、上講武村、下佐陀村、上佐陀村、東生馬村、西生馬村、比津村、名分村、本庄町、本庄村、別所村、邑生村、野原村、長海村、手角村、下宇部尾村、森山村、福浦、水浦、大芦浦、加賀浦、野波浦、多古浦、野井浦、北浦、片江浦、七類浦、諸喰浦、雲津浦、西川津村、上東川津村、下東川津村、西尾村、菅浦、美保関
- 明治4年
  - 7月14日（1871年8月29日） - 廃藩置県により松江県の管轄となる。
  - 11月15日（1871年12月26日） - 第1次府県統合により島根県の管轄となる。
- 明治9年（1876年）5月6日[1] - 水浦が改称して御津浦となる。
- 明治12年（1879年）1月12日 - 郡区町村編制法の島根県での施行により行政区画としての島根郡が発足。「島根秋鹿意宇郡役所」が松江城下に設置され、秋鹿郡・意宇郡とともに管轄。
- 明治22年（1889年）4月1日 - 町村制の施行により、下記の各村が発足。全域が現・松江市。（16村）
  - 法吉村 ← 法吉村、黒田村、国屋村、末次村[注釈 12]、比津村、春日村、奥谷村[注釈 12]
  - 生馬村 ← 東生馬村、西生馬村、上佐陀村、下佐陀村、薦津村、浜佐田村
  - 講武村 ← 北講武村、南講武村、上講武村、名分村
  - 御津村（御津浦が単独村制）
  - 大芦村（大芦浦が単独村制）
  - 加賀村（加賀浦が単独村制）
  - 野波村 ← 野波浦、多古浦、野井浦
  - 千酌村 ← 笠浦、千酌浦、北浦
  - 片江村 ← 菅浦、片江浦、七類浦、諸喰浦
  - 美保関村 ← 美保関、雲津浦
  - 森山村 ← 福浦、森山村、下宇部尾村
  - 本庄村 ← 手角村、長海村、別所村、野原村、本庄町、本庄村、邑生村、新庄村、上宇部尾村
  - 持田村 ← 西持田村、東持田村、福原村、坂本村、川原村
  - 東川津村 ← 上東川津村、下東川津村
  - 西川津村 ← 菅田村、西川津村[注釈 12]
  - 朝酌村 ← 西尾村、朝酌村、福富村、大井村、大海崎村
  - 市制の施行により松江城下町[注釈 13]および末次村の一部[注釈 14]、奥谷村の一部[注釈 15]、西川津村の一部[注釈 16]と意宇郡の一部の区域をもって松江市が発足し、郡より離脱。
- 明治29年（1896年）4月1日 - 郡制の施行のため、「島根秋鹿意宇郡役所」の管轄地域をもって八束郡が発足。同日島根郡廃止。